# Made in Heaven (албум групе Queen)
„Made in Heaven“ је петнаести и последњи студијски албум британске рок групе Queen, објављен 6. новембра 1995. у издању Parlophone Recordsa у Уједињеном Краљевству и Hollywood Recordsа у САД. Био је то први и једини албум бенда објављен искључиво под именом "Queen" након смрти певача Фредија Меркјурија 1991. Након Меркјуријеве смрти, гитариста Брајан Меј, бубњар Роџер Тејлор и бас гитариста Џон Дикон радили су са вокалним и клавирским деловима које је Меркјури снимио пре своје смрти, додајући снимцима нове инструменте. Обе фазе снимања, пре и после Меркјуријеве смрти, завршене су у студију бенда у Монтреу, Швицарска. Албум је дебитовао на првом месту у Великој Британији, где је постао четвороструко платинасти са продајом од 1,2 милиона примерака. У САД је испоручено 500.000 примерака.
Након објављивања албума, Queen је издао један сингл 1997. године, а затим је остао неактиван све до 2004. године када су се Меј и Тејлор поново ујединили и кренули на турнеју са фронтменом Bad Companyја Полом Роџерсом и касније са Адамом Ламбертом; Дикон се повукао из музике 1997. године и од тада није учествовао ни у једној Queen активности.
На насловној страни албума налазе се две различите фотографије: насловна фотографија ЦД-а снимљена је у сумрак и приказује скулптуру Фредија Меркјурија која се налази на Женевском језеру у Монтреу, у Швицарској, на предњој страни, док Меј, Тејлор и Дикон гледају у Алпе са задње стране омота. У међувремену, насловна фотографија грамофонске плоче је снимљена на истом месту у зору, приказујући исту статуу на предњој страни, али са Мејом, Тејлором и Диконом који гледају у излазак сунца на задњој корици.

## Списак песама
Првих пет песама се налазило на страни А, док су се остале налазиле на страни Б.